# アーヴ語
アーヴ語（アーヴご、アーヴ語：、Baronh）は、森岡浩之のSF小説『星界シリーズ」に登場する架空の言語であり、アースと呼ばれる文字によって表記される。アースの字母は原作者の森岡浩之、数字は原作のイラストを手掛けた赤井孝美が設計した。
作中においては宇宙空間を生活圏とするアーヴ種族が母語とする言語であると共に、アーヴによる人類帝国（フリューバル・グレール・ゴル・バーリFrybarec Gloer Gor Bari）、通称アーヴ帝国（バール・フリューバルBar Frybarec）の公用語と位置付けられている。また、アーヴ語はヤマト語族トヨアシハラ語派に属する。なお、純化を経ていない日本語の未来の姿はヤマト語族ニッポン語派（クロムシュタット・ヤマト語及びマツオ語）と設定され、近縁語であるとされている。

## 発音と表記

### 母音
|      | 前舌   | 前舌 | 中舌   | 後舌 |
|      | 非円唇 | 円唇 | 非円唇 | 円唇 |
| ---- | ------ | ---- | ------ | ---- |
| 狭   | /i/    | /y/  |        | /u/  |
| 半狭 | /e/    | /ø/  |        | /o/  |
|      |        |      | /ə/    |      |
| 半広 | /ɛ/    | /œ/  |        | /ɔ/  |
| 広   |        |      | /a/    |      |

アーヴ語には11の短母音があり、それぞれの母音を表すための11のアーヴ文字が存在する。アーヴ語の長母音はアクセントによって現れるものであり、弁別機能はない。

### 半母音と重母音
半母音は以下の3つである。
- - 硬口蓋接近音 [j]
- - 両唇軟口蓋接近音 [w]
- - 有声両唇硬口蓋接近音 [ɥ]

このうち、はと母音が連続する時の音である。また、/ajθ/(邦国)、/rojʀ/(似我蜂)といった一部の語中にあるは[j]の発音となる。
アーヴ語において重母音を認めるべきかの指針は示されていないが、もし認めるとすると、上昇二重母音には/ja, jɛ, je, jo, ju, wa, we, wi, ɥa, ɥe/、下降二重母音には/aj, ej, aj, uj, aw, ew/が確認される。ÿ系の下降二重母音（母音＋の組み合わせ）は確認されない。三重母音は/swaj/（館）に/waj/が見られる。重母音が音声としてどのように発音されるかを知るすべは無いが、例えば/abljar/が仮名表記で「アブリャル」ではなく「アブリアル」と書かれることを見ると、[abljar]よりは[abli̯ar]に近い発音ではないかと考えることもできる。

### 子音
子音も表の通りである。馴染みの薄いであろう子音を説明する。
- /ɸ/は現代日本語「ファ、フィ、フ、フェ、フォ」の子音である。
- /ɲ/は現代日本語「ニャ、ニ、ニュ、ニョ」の子音である。
- /ʒ/はフランス語のj[ʒ]
- /ʀ/はフランス語のr[ʀ]

/h/は発音と表記が少々複雑である。
- 語頭、/h/もしくは母音の後では[h]となる。
- /s, z, l/の後ろでは音価を持たない。表記上もhを書かず代わりに先行する/s, z, l/の子音を重ね書きする。例外的に、外国由来の姓を元の発音のままアーヴ語化する際（例:リン()、サムソン()）、または元となった日本語の末尾が「ん」で終るもの（例: （父）←とうさん、 （母）←かあさん）の場合は、本来は下記のように発音が変化するを重ね書きする例が見られる。
- /p, b, m, t, d, n, r, c, g/の後ではそれらの子音と同化して[ɸ, v, ɸ, θ, ð, ɲ, ʀ, ʃ, ʒ]となる（表記はそのまま）。

流音が/l, r, ʀ/と三つあることに注意。
なお、基本として子音は全て発音するが、/alɸa/(頭環)の、[abljar]（アブリアル）ののように黙字となる場合もある（ただし、「アブリアル」ののように、主格語尾を除いて最後に来た子音は活用の際には発音するので注意― [nuj abljarsər]（アブリアルの耳））。
なお、名詞にある7つの格はアンシェヌマンすることが分かっている（『星界の紋章読本』(ISBN 4-15-208359-X)巻末のアーヴ語会話入門の文例より）。
|            |            | 両唇 | 歯唇 | 歯  | 歯茎 | 後部歯茎 | 硬口蓋 | 軟口蓋 | 口蓋垂 | 声門 |
| ---------- | ---------- | ---- | ---- | --- | ---- | -------- | ------ | ------ | ------ | ---- |
| 破裂音     | 無声       | /p/  |      |     | /t/  |          |        | /k/    |        |      |
| 破裂音     | 有声       | /b/  |      |     | /d/  |          |        | /g/    |        |      |
| 摩擦音     | 無声       | ,/ɸ/ |      | /θ/ | /s/  | /ʃ/      |        |        |        | /h/  |
| 摩擦音     | 有声       |      | /v/  | /ð/ | /z/  | /ʒ/      |        |        |        |      |
| 鼻音       | 鼻音       | /m/  |      |     | /n/  |          | /ɲ/    |        |        |      |
| 震え音     | 震え音     |      |      |     | /r/  |          |        |        | /ʀ/    |      |
| 側面接近音 | 側面接近音 |      |      |     | /l/  |          |        |        |        |      |

## アーヴ文字
表記には、アーヴ文字または、アース (Ath) と呼ばれる文字体系が用いられる。
アースとはアーヴ語で文字の意味。
アースの音価は、ラテン文字の au と o に何が対応するかをめぐり、資料により混乱がみられる。また、p と eu との混乱も見られる。

### 電子文書におけるアース
現実世界においては、現代日本語入力のための環境でアーヴ語ドキュメントをアーヴ文字で電子的に作成する方法も確立されている。
ナインライヴスから提供されるフォントのほか、TRON文字コード環境で使用するフォントがTRON文字収録センターから無償で提供されている。また、TRON仕様の市販のOSである超漢字4以降では標準セット（TRON文字コード9面:9821-985B）に含まれており、電子的に使用可能な架空文字のひとつである。
具体的には下記の方法で提供されている。
- TRONコードの第9面に文字セットとして登録されている。

|        | 0 | 1 | 2 | 3 | 4 | 5 | 6 | 7 | 8 | 9 | A | B | C | D | E | F |
| 9-9820 |   |   |   |   |   |   |   |   |   |   |   |   |   |   |   |   |
| 9-9830 |   |   |   |   |   |   |   |   |   |   |   |   |   |   |   |   |
| 9-9840 |   |   |   |   |   |   |   |   |   |   |   |   |   |   |   |   |
| 9-9850 |   |   |   |   |   |   |   |   |   |   |   |   |   |   |   |   |

- BTRON仕様の市販OSである「超漢字4」以降の販売パッケージにはアースが含まれている。
- TRONコード環境で使用可能なTrueTypeフォントが、TRON文字収録センターから提供されている。
- TeX用のMETAFONTが複数のボランティアから提供されている。
- いわゆるナインライブス方式フォント（一部有償・無償配布パッケージもあり）を US-ASCII に割り当てて使用する。

また、ローマニゼーション規則に従って書くことも可能である。ただし、その場合半母音を示すウムラウト記号および一部母音で用いられる鋭アクセント記号を表示できる文字コードを使用することが望ましい（Latin-1, ISO-2022-JP-2 など）。

## 文法
言語類型論的には屈折語と膠着語のハイブリッドということができる。現代日本語から変化する過程で名詞と格助詞の一部が融合して格変化が、法（ムード）と相（アスペクト）を表す助動詞・助詞が融合して動詞語尾が生じたことによって屈折性が高まったとはいえ、一方で生産性の高い接辞も豊富であり、日本語が持っている膠着語的な性質を十分に維持しているためである。語順は日本語本来のSOVに加えてSVOの語順も可能であり、語順の自由度は高いといえる。修飾語はいくつかの例外（例えば名詞第1型の生格）を除いて基本的に被修飾語の後ろに置かれる。名詞は7つの格を持ち、格変化によって示すことのできない格情報やその他の文法範疇を後置詞によって示す。動詞の相（アスペクト）と法（ムード）は動詞語尾によって示され、態（ヴォイス）、否定などは動詞接尾辞によって示される。日本語において活用語であった形容詞は活用を失い、コピュラ動詞（ane）によって時制などを表すようになった。日本語では未発達だった有情物の代名詞（英語のI, You, Heなどに相当するもの）が発達しているが、印欧語やセム語のように三人称の男女の区別は無い。文法範疇としての敬語も消滅し、ポライトネスは統語的な表現（言い回し）によって表現される。名詞の文法情報を格変化と後置詞の2つによって表す点、形容詞が変化しない点などはアルタイ諸語の文法に類似している。

### 名詞関連

#### 名詞の格変化
名詞（主格語尾により4つの変化形を持つ）および代名詞（人および無生物に分かれる）は七つの格（主格、対格、生格、与格、向格、奪格、具格）を持つ。
|      | 第1型  | 第2型  | 第3型 | 第4型     |
|      | アーヴ | 真珠   | 紅玉  | 操舵士    |
| ---- | ------ | ------ | ----- | --------- |
| 主格 | abh    | lamh   | duc   | saidiac   |
| 対格 | abe    | lame   | dul   | saidél    |
| 生格 | bar    | lamr   | dur   | saidér    |
| 与格 | bari   | lami   | duri  | saidéri   |
| 向格 | baré   | lamé   | dugh  | saidégh   |
| 奪格 | abhar  | lamhar | dusar | saidiasar |
| 具格 | bale   | lamhle | dule  | saidéle   |

語末のc, e, 子音の後ろのrは発音されない。よって、第3,4型の主格語尾-c、第2型の生格語尾-rは発音されず、具格語尾のleの発音は[l]である。
また、『星界の紋章読本』(ISBN 415208359X)巻末のアーヴ語会話入門の文例では、発音の片仮名表記から、これらの語尾がアンシェヌマンすることが分かる。
それぞれの格は次のような意味を持つ。
|      | 意味                                            | 形態         | 語源 |
| ---- | ----------------------------------------------- | ------------ | ---- |
| 主格 | 主文の主語                                      | -h, -c       | が   |
| 対格 | 直接目的格                                      | -e, -l       | を   |
| 生格 | (1)所有格、(2)関係節の主語                      | -r           | の   |
| 与格 | 間接目的格                                      | -i, -ri      | に   |
| 向格 | 位置                                            | -ré, -é, -gh | へ   |
| 奪格 | (1)時間的出発点、(2)空間的出発点、(3)順序の起点 | -har, -sar   | から |
| 具格 | (1)手段、(2)道具、(3)コピュラ文の補語、(4)位置  | -le          | で   |

それぞれの格が持つ意味は起源となった現代日本語の格が持つ意味と大体において一致するが、いくつか注意すべき点がある。
- 現代日本語では関係節の主語を専らガ格で表すが、アーヴ語では（主格ではなく）生格を用いる。
  - De samade sote loma far sori sa? （直訳：私のここに同席することをあなたが構わないか？）
- 現代日本語のニ格は間接目的語と位置の二つの意味を持つが、アーヴ語ではそれぞれ与格と向格によって表される。
- また、向格はヘ格に起源を持つがアーヴ語ではその意味を失っており、＜方向＞は名詞sath（語源は「方（かた）」）を用いた"saté + （生格）"という統語的構造によって示される。ここでsatéはsathの向格である。
- 位置を表す格には向格と具格があるが、この使い分けはニ格とデ格の使い分けと一致すると考えてよい。
- 具格にはコピュラ文の補語を示す役割があるが、これは「AはBだ」という文がアーヴ語においては"A（主格） ane B（具格）"のように表現されるということである。日本語「AがBである」のような構造に現れるデ格の用法に起源を持つと考えられる。

|       | 条件                                                      | 例                                                     |
| ----- | --------------------------------------------------------- | ------------------------------------------------------ |
| 第1型 | 語源がV1CV2(V1=V2)の構造をもつ名詞                        | abh（アーヴ）、 ath（アーヴ文字）、 azz（敵）          |
| 第2型 | 語幹が子音でおわる名詞の大部分（第1型以外）               | éboth（微笑）、 ïomh（恋人）、 laimh（国民）           |
| 第3型 | 語幹が母音もしくは半母音でおわる名詞の大部分（第4型以外） | greuc（星）、 goc（時空）、 nuïc（耳）                 |
| 第4型 | 動詞語幹が語尾-iacによって派生した名詞                    | izomiac（挑戦者）、 rinusiac（記事）、 useriac（移民） |

第1型に属する単語のうち、現代日本語において語源が「ん」で終わる名詞（lorann<とうさん, sarann<かあさん, aronn<あそん 等）は例外的に主格語尾-nを持つが、このような名詞も主格以外においては第1型と同じ格語尾をとるようである。

#### 代名詞の格変化
日本語と異なり、アーヴ語は有情物を示す代名詞が発達している。代名詞のうち有情物を示すものは数と人称によって分かれ、無情物は数と近称 / 中称 / 遠称によって分かれる。代名詞は名詞と同じように七つの格に変化する。
|          | 有情物 / 単数 | 有情物 / 単数 | 有情物 / 単数 | 有情物 / 複数 | 有情物 / 複数 | 有情物 / 複数 | 無情物 / 単数 | 無情物 / 単数 | 無情物 / 単数 |
|          | 一人称        | 二人称        | 三人称        | 一人称        | 二人称        | 三人称        | 近称          | 中称          | 遠称          |
| -------- | ------------- | ------------- | ------------- | ------------- | ------------- | ------------- | ------------- | ------------- | ------------- |
| （語源） | わ            | な            | か            | わ・ら        | な・ら        | か・ら        | こ            | そ            | あ            |
| 主格     | fe            | de            | se            | farh          | darh          | cnac          | so            | re            | ai            |
| 対格     | fal           | dal           | sal           | fare          | dare          | cnal          | sol           | rol           | al            |
| 生格     | far           | dar           | sar           | farer         | darer         | cnar          | sor           | ror           | ar            |
| 与格     | feri          | deri          | seri          | fari          | dari          | cnari         | sori          | rori          | ari           |
| 向格     | feré          | deré          | seré          | faré          | daré          | cnaré         | soré          | roré          | aré           |
| 奪格     | fasar         | dasar         | sasar         | farhar        | darhar        | cnasar        | sosar         | rosar         | asar          |
| 具格     | fale          | dale          | sale          | farle         | darle         | cnal          | sole          | role          | ale           |

#### 後置詞
日本語の助詞のうち、格変化語尾にならなかったものは後置詞として残った。
- a：主題化の後置詞。日本語の「は」に当たる。主語となる代名詞と結合する(例:Fe+a→F'a)。
  - F'a usere.（私は移民します。）
  - Dar saurh a ? （あなたの家族は？）
  - F'a bale. （我はアーヴ。）
- éü：呼びかけの後置詞。主格の後に来る。日本語の「よ」に当たる。
  - Gereulach éü!（星たちよ!）
- sa：疑問の後置詞。日本語の「か」に当たる。
  - Facle sa?（分かりますか？）
  - De samade sote loma far sori sa?（同席してもいいですか？）
- le, lo：並列の後置詞。日本語の「と」に当たる。
- te：引用の後置詞。日本語の「と」に当たる。
  - Gobé fal Lamhiri te!（ラフィールと呼ぶがいい!）

#### 修飾語
修飾語はいくつかの例外（例えば名詞第1型の生格）を除いて基本的に被修飾語の後ろに置かれる。つまり、被修飾語・修飾語1の正格・修飾語2の正格･･･となるが、修飾語の順は日本語とは逆である（つまり、日本語では「…修飾語2＞修飾語1＞被修飾語」の順となる）。
- Bœrh Parhynr （パリューニュ子爵）
- Lonh dreur Haïder（ハイド伯爵閣下）

### 動詞関連

#### 動詞語尾
アーヴ語の動詞語尾には三つのムード（直接法、仮定法、命令法）、分詞、四つのアスペクト（不定相、完了相、進行相、未然相）に応じて以下のように分類される。
|        | 直説法 | 仮定法 | 命令法 | 分詞  |
| ------ | ------ | ------ | ------ | ----- |
| 不定相 | -e     | -éme   | -é(no) | -a    |
| 完了相 | -le    | -lar   | ―      | -la   |
| 進行相 | -lér   | -lérm  | ―      | -léra |
| 未然相 | -to    | -dar   | ―      | -naur |

（ ）内は母音のあとの場合。
完了相は過去時制をかねる。
- De dorle soci Céïchartonr zaine. （あなたはケイシャルトンから乗った、だよね？）

アーヴ語の仮定法はヨーロッパ語文法における仮定法と異なり、実現可能性に関して中立的であり、単純に条件を示す。
- F'ane réfaiseni, saurh loméme. （家族が一緒なら、私は幸せだ。）

#### 動詞接尾辞
動詞接尾辞としては、使役の-as-、受動の-ar-、否定の-ad-が挙げられる。動詞接尾辞は動詞語幹と活用語尾の間に挿入され、その順序も-as-/-ar-/-ad-と決まっている。すなわち、sac-e（「書く」を表す動詞語幹+直説法現在の活用語尾）に対して、sac-as-ar-e（書かさせる）, sac-ar-ad-e（書かれない）, sac-as-ad-e（書かせない）, sac-as-ar-ad-e（書かせられない）となる。訳語を見れば分かるように、この順序は現代日本語から引き継がれている。

### 造語法
接尾辞の中には動詞語幹について名詞化するもの、名詞語幹について意味を拡張するものなどが存在する。語幹末が子音であるか母音であるかによって異形態を持つものがあるが、以下においてはスラッシュの前が子音の後に現れる異形態であり、スラッシュの後は母音の後に現れる異形態である。
- -iac/-gac：動詞語幹について「〜する物、者」という名詞を作る。
  - usere（移る） + iac > useriac（移民）
  - cilug-（皇位を継承する） + iac > cilugiac（皇太子、皇太女）
  - belysé（官制する） + gac > belységac（管制官）
- -hoth/-coth：動詞語幹について「〜すること」という抽象名詞を作る。hが前に来る子音によっては同化現象を起こすのは音韻規則に従う。動詞が主語や目的語などの要素を持つこともあり、その場合には単なる語の派生ではなく、関係節を形成する文法的役割を果たす。
  - cair-（入る） + hoth > cairhoth（入学）
  - doz-（望む） + hoth > dozzoth（望み、願望）
  - cime-（秘密にする） + coth > cimecoth（秘密）
  - sa-（買う） + coth > sacoth（買い物、ショッピング）
- -ragh：動詞語幹について「〜する様子、〜する機能」という抽象名詞を作る。守備範囲が広い。
  - mén-（船） + ragh > ménragh（平面宇宙航行機能）
- -lach：名詞語幹について「〜の集団」という名詞を作る。
  - gosuce-（家臣） + lach > gosucelach（家臣団）

## 語彙
アーヴ語の語彙は現代標準日本語起源の単語が大部分であるが、以下のような例外もある。
日本語の古語に起源を持つ例
- （多い）<jp.あまた
- （新しい）<jp.あらたし

俗語に起源を持つ例
- （ですよね）<jp.じゃん
- （連絡艇）<jp.ぱしり

日本語以外の言語に起源をもつ例
- （交通艇）<jp.うま<zh.馬（ma）
- <jp.コミケ<en.comic market[3]

翻訳借用語
- （経済）=-（<jp.経る） + -（<jp.済む） + （<jp.こと）
- （星系）=-（<jp.陽） + （<jp.糸）

### アーヴ語の挨拶
アーヴは宇宙で暮らしているため、昼夜の概念がなく、出会った場所によって挨拶を使い分けている。
| 挨拶（アーヴ語） | 挨拶（日本語）           | 主な使用場面                   | 原義                 |
| ---------------- | ------------------------ | ------------------------------ | -------------------- |
| ？               | こんにちは               | 作業部署以外で交わされる挨拶   | くつろいでいますか？ |
| .                | こんにちは               | 作業部署での当直同士による挨拶 | 全力を尽くそう       |
| .                | はい、こんにちは         | 上記の挨拶を受けての返事。     |                      |
| .                | はじめまして             |                                |                      |
| ？               | ご機嫌いかがですか？     |                                |                      |
| , .              | ありがとう、私は元気です |                                |                      |

## 方言
話者はアーヴのほか、帝国に支配されるアーヴ以外の民族であるアーヴ帝国国民（レーフ,）を含む。国民は大抵の場合アーヴ語を母語としないため、それぞれの母語に由来する訛りをもつことが多い。このうち特に知られるのが、ノバ・ラテン語を母語とする旧セクティア連邦所属星系出身者の使うセクティア方言である。この方言は標準アーヴ語より母音が少ないため習得が比較的簡単であり、他の星系出身者もセクティア方言を話すことが多い。そのためセクティア方言を「国民語」とも呼ぶ。
複数の邦国からの移民によって成立した地上世界ではアーヴ語が共通語に指定されていることがある（スファグノーフ侯国もその一つ）が、文法が簡略化され多くの外来語を取り入れているため、そのようなアーヴ語変異体どうしでは意思の疎通が困難であることが多い。
例えば、星界の紋章の登場人物である「葬儀屋」はアーヴ語でとされている。正規アーヴ語では名詞は必ず-c,-h,-nの語尾をもつので、これは正規アーヴ語ではなくクラスビュール・アーヴ語であり、正規アーヴ語で(-弔う + -＜名詞化＞)というべき単語が訛化したものと推測される。アーヴ語の第4型変化名詞は語幹内で--/--の交替を行うが、クラスビュール・アーヴ語では形態素が--に統一されたために主格に--が現れるのだろう。正規アーヴ語では表記上のみ現れる主格語尾もクラスビュール・アーヴ語では表記されていない（格変化そのものがない可能性もある）。

## アーヴ語史
アーヴ語は（作品の出版された20世紀末から21世紀初頭の世界から見た）少々あるいは大幅な未来、地球の衛星軌道から太陽系の惑星軌道への人類進出が相当進んだ頃、日本出身者が大半を占める軌道都市トヨアシハラにおいて話された「トヨアシハラ語」を直接の祖語とする。この地では何らかの背景により過激な言語復古主義者によって、日本語から漢語を主として外来語とそれにもとづく音韻を一切排し、基本的には上代日本語（いわゆる「やまとことば」）に基づき、日本語を再構築した「トヨアシハラ語」が誕生した。その反面、漢語や外来語概念を表現する語が大量に足りなくなってしまい、やまとことばへの直訳や、各種の語から「やまとことば的な語」を造語して補うことが行われた。
その後、トヨアシハラから系外探査のために送り出された原アーヴたちが用いていたトヨアシハラ語は、文字を与えられず、小人数で閉塞的な生活を営んでいたこともあり、アーヴがトヨアシハラを破壊した後、以下のような急激な短縮化現象によって大きく変容し、やまとことばや日本語とは異なる言語となった。
1. 母音の脱落、統合
2. 同音異義語の発生を避けるため、残った母音が脱落したものに引きずられたことによる母音の増加
3. 子音の発音部位の遷移、鼻音の非鼻音化などの変化
4. 語幹の末尾音と格助詞の融合及びそれに伴う一部子音の発音変化

また、一例を挙げるなら、主人公ジントの発音する「ラフィール」の「フ」は、（ジントの出身から）ほぼ間違いなく英語の f（下唇を軽く噛む）だが、一般のアーヴの多くも外部（「地上世界」）出身者との接触などによりそのような発音の影響を受けており、（22世紀? 以前の）日本語を母語とする話者のような無声両唇摩擦音で発音するのは、貴族のうちでも皇族に近い者など、減ってきている（という設定がある）。
長期では多くの言語で見られる何らかの音韻の変化という現象ではあるけれども、実際にひとつの言語でこのような大きい変化が全て起きたとされる実例の研究はいまのところ無い。ただ、少なくともエジプト語においては膠着語－屈折語－孤立語循環説なども提唱されており（現代英語が屈折語からほとんど孤立語に近づきつつあるのもこの一例と理解される）、日本語からアーヴ語への文法構造の変化は決して荒唐無稽であるとはいえない。

### 日本語からのアーヴ語の変化例
詳細は星界の裏設定を参照。
- ガサルス（←八咫烏）
jatagarasu →（母音変化）→ jatgarse →（子音変化）→ gatharse →（主格語尾-cの追加）→ gatharsec（主格語尾ecは発音しない）
- ラクファカール（←高天原）
tacamagahara →（母音変化）→ tacmgahar →（子音変化）→ lacmhacar →（主格語尾-hの追加）→ Lacmhacarh（mhは[f]と発音する）
- サリューシュ（アーヴ根源二九氏族の一つ←参）
karasuci →（母音変化）→ karsc →（子音変化）→ sarrc →（主格語尾-hの追加）→ sarrych（chは[sh]と発音する）
- スポール（同上←昴）
subaru →（母音変化）→ sbaur →（子音変化） spaur →（主格語尾-hの追加）→ spaurh

## 問題
作者による体系的な辞書は作成されていると思われるが一般には公開されておらず、作者による解説は『星界の紋章 読本』の巻末にある会話と文法の解説のみであることから、ファンたちが前記資料やアニメなどから独自に辞書を作成している（外部リンク参照）のが現状である。
また、原作に登場するアーヴ語は片仮名表記のため、前記資料に明記してあるものを除いて正確な綴りが不明なものが多いうえ、資料自体にも人名などに誤記が見られる。
さらに、音声資料はアニメ版の『紋章』及び『戦旗』の冒頭アナウンスのみ（テロップは日本語訳）しかないため、こちらも不確実な点が多い。